# Hain (Gera)
Hain bildet zusammen mit Wachholderbaum die 2,58 km² große Ortschaft Hain der Stadt Gera in Thüringen mit insgesamt 222 Einwohnern (Stand 31. Dezember 2011).

## Geographie
Hain ist im Norden der Stadt Gera nahe der Grenze zu Sachsen-Anhalt gelegen.

## Geschichte
Die älteste bekannte urkundliche Erwähnung datiert auf das Jahr 1191, in der ein Volradus de Haen als Mitzeuge genannt wird. Hain gelangt als Teil der Pflege Langenberg nach deren Auflösung zusammen mit Röpsen sowie Teilen von Roschütz und Dorna in wettinischen Besitz und verblieb dort – zuletzt als Gebietsteil des Herzogtums Sachsen-Altenburg – bis zur Bildung des Landes Thüringen im Jahr 1920 als Enklave inmitten der reußischen Länder.
Schul- und Kirchort für Hain war über die Jahre Röpsen. Den wirtschaftlichen Mittelpunkt des Ortes bildete bis zur Bodenreform 1946 das Rittergut – lange Jahre im Besitz der Familie von Schauroth. In die Zeit des Carl Friedrich von Schauroth (Oberst beim Sachsen-Gothaischen Landregiment) fällt ab 1693 der Umbau der Kempe, eines alten Wehrbaues, zu einer künstlerisch wertvoll ausgestatteten Gutskapelle sowie auch die Anlage eines Barockgartens.
1807 wird eine Familie von Brandenstein Besitzer des Rittergutes. Sie verkauft es 1935 an die Stadt Gera, diese wiederum an das Deutsche Reich, welches auf den umfangreichen Ländereien einen Truppenübungsplatz anlegte. Die Kapelle wird wegen Baufälligkeit 1938 abgerissen, der Truppenübungsplatz später von der NVA und seit der Wende von der Bundeswehr weiter genutzt.
Abseits des Rittergutes gab es kleine Landwirtschaften, deren Inhaber sich weitestgehend noch auf dem Gut verdingen mussten. Mit der Bodenreform 1946 wurde das Gut zerschlagen, parzelliert und die Steine der Abrissgebäude zum Bau von zehn Neubauernhäusern verwendet. Im Zuge der Kollektivierung der Landwirtschaft entstand aus den einzelnen Kleinbetrieben eine Landwirtschaftliche Produktionsgenossenschaft (LPG).
In den Jahren von 1945 bis 1990 entstanden eine zentrale Wasserversorgung, ein Konsum sowie eine Schwesternstation. Am 1. Juli 1950 wurde die ehemals selbstständige Gemeinde Wachholderbaum nach Hain eingemeindet.
Im Rahmen des Gesetzes zur Neugliederung der Landkreise und kreisfreien Städte in Thüringen wurde die selbstständige Gemeinde Hain zum 1. Juli 1994 nach Ausschöpfung aller rechtlichen Mittel gegen den Willen der Einwohner in die Stadt Gera eingemeindet.

## Politik
Hain mit Wachholderbaum ist seit dem 1. Oktober 1994 zur Stadt Gera eingemeindet. Seitdem bilden die beiden Orte den Ortsteil Hain der Stadt Gera mit eigener Ortschaftsverfassung und Ortsteilrat (bis 2009 unter der Bezeichnung Ortschaftsrat).
Ortsteilbürgermeister/in:
- 1994–2014 Roland Meinecke (SPD)
- 2014–2019 Dorothe Weil
- 2019 Lothar Korn (bis 30. Juni 2019, Amt als Ortsteilbürgermeister niedergelegt)
- 2019 Thomas Weil (bis 28. Oktober 2019, amtierender Ortsteilbürgermeister)
- 2019 Peter Ochs

## Entwicklung der Einwohnerzahl
| Jahr      | 1921 | 1939 | 2009 | 2013 |
| Einwohner | 72   | 191  | 164  | 229  |

## Verkehr
Hain liegt in der Nähe der Bundesstraße 2. Der ÖPNV wird durch die RVG Regionalverkehr Gera/Land gesichert. Dabei ist der Ort mit der stündlich bedienten Ringlinie 228 an Gera angebunden. 
Der nächstgelegene Bahnhof ist Gera-Langenberg.

## Sport
Im Ort gibt es den Reitverein Hain e. V.

## Bildung
Die nächstgelegene Kindereinrichtung ist die
- Kindertagesstätte Reichenbacher Straße in Kleinaga.

Zuständige Grundschule ist die
- Staatliche Grundschule Aga in Kleinaga.

Nächstgelegene Regelschule ist die
- Staatliche Regelschule 12 in Bieblach-Ost.

## Persönlichkeiten mit Bezug zu Hain
- Ernst August Müller-Hain (1896–1970), Maler und Grafiker, lebte ab 1945 im Ort